# Rudolf Stöger-Steiner von Steinstätten

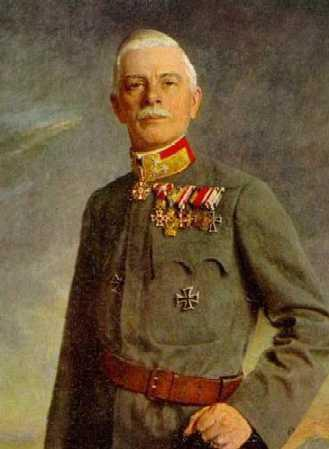
Kolonel-Generaal Rudolf Freiherr Stöger-Steiner von Steinstätten

Rudolf Stöger-Steiner Freiherr von Steinstätten (Pernegg an der Mur, 26 april 1861 – Graz, 12 mei 1921), was een Oostenrijks-Hongaars militair (generaal) en staatsman.

## Biografie

### Achtergrond, opleiding en carrière
Rudolf Stöger-Steiner werd geboren als Rudolf Stöger, zoon van Georg Stöger en Agatha Maria Hofer. Na de dood van zijn vader hertrouwde zijn moeder in 1877 met Joseph Steiner Edler von Steinstätten (1834-1905), een officier in het Oostenrijks-Hongaarse leger die bekendstond om zijn dapperheid. In 1891 werd Joseph Steiner in de adelstand verheven met het predicaat Edler von Steinstätten en heette sindsdien voluit Joseph Steiner Edler von Steinstätten. Rudolf, die zijn stiefvader was geadopteerd en de achternaam Stöger-Steiner verkreeg werd in 1892 gerechtigd het predicaat Edler von Steinstätten en het daarbij behorende adelswapen te voeren.
Rudolf Freiherr Stöger-Steiner von Steinstätten was sinds 1892 getrouwd met Maria Link (1869-1939). Het echtpaar kreeg vier kinderen.
Rudolf Steiner bezocht de artillerieschool te Liebenau (Graz) en nam in 1879 dienst in het Oostenrijks-Hongaarse leger. Hij specialiseerde zich in ballistiek en artillerie. Op 1 november 1880 werd hij bevorderd tot luitenant. Na een bezoek aan de school voor stafofficieren volgde in 1886 zijn bevordering tot eerste luitenant en werd hij als stafofficier toegevoegd aan de generale staf. Hij diende bij een aantal militaire hoofdkwartieren en in 1890 werd hij bevorderd tot kapitein. Hij was nadien commandant van het 9de Feldjägerbataillon der artillerie. Van 1896 tot 1899 was hij instructeur aan de militaire academie in Wenen. Vervolgens was hij majoor en commandant van het 12e Infanterieregiment.
Rudolf Stöger-Steiner was van 1901 tot 1907 lid van de beoordelingscommissie voor aspirant-stafofficieren (Kommission zur Beurteilung der Stabsoffiziersaspiranten). In 1903 tot kolonel bevorderd, werd hij in 1907 opnieuw commandant, ditmaal van de 56ste Infanteriebrigade. Van 1909 tot 1912 was hij instructeur aan de artillerieschool van Bruck an der Leitha. In 1912 werd hij benoemd tot commandant van de 4de Infanteriedivisie en was hij gestationeerd bij Brünn. Conform deze positie, werd hij bevorderd tot luitenant-generaal.

### Eerste Wereldoorlog
Tijdens de Juli-crisis van 1914 werd de 4de Infanteriedivisie gemobiliseerd. Rudolf Stöger-Steiner en zijn gemobiliseerde divisie trokken naar Galicië, in de richting van de Oostenrijks-Hongaarse-Russische grens. Tijdens de slag om Galicië (1914), aan het begin van de Eerste Wereldoorlog, moesten de Oostenrijks-Hongaarse troepen uiteindelijk het onderspit delven tegen het Russische leger. De terugtocht van de 4de divisie onder leiding van Stöger-Steiner verliep echter uitstekend en eind 1914 voegde zijn divisie zich bij Krakow bij het 1ste Leger van Viktor Freiherr Dankl von Krasnik. Het 1ste Leger en de 4de Infanteriedivisie werden samengevoegd tot de Kombinierte Division Stöger-Steiner die bij het offensief van mei 1915 Annopol en Josefów veroverde.
Op 26 juli 1915 volgde de overplaatsing van Stöger-Steiner van het oostfront naar het zuidelijke front met Italië, dat kort daarvoor de zijde van de Entente mogendheden had gekozen. Aan het Isonzofront werd Stöger-Steiner aangesteld als commandant XV Legerkorps dat in twee jaar deelnam aan 8 van de 12 veldslagen aan de Isonzo. Aan het einde van 1915 werd Stöger-Steiner bevorderd tot generaal der infanterie. Op 4 juni 1916 werd hij benoemd tot geheimraad van keizer Frans Jozef I. Op 2 augustus 1917 werd hij ereburger van Veldes (Bled) in Noord-Slovenië.

### Minister van Oorlog
Rudolf Stöger-Steiner, een populair generaal, bleef commandant van het XV Legerkorps tot 12 april 1917, toen hij door de nieuwe keizer, Karel I, benoemd tot Minister van Oorlog van de Dubbelmonarchie. Hij volgde hiermee Alexander Freiherr von Krobatin op als minister. Krobatin behoorde tot de zgn. "oorlogspartij" terwijl Stöger-Steiner vrij gematigd was en in het verleden niet politiek actief was. Stöger-Steiners voornaamste taak was de politieke invloed van het opperbevel (Armeeoberkommando) ongedaan te maken en de stichting van zelfstandig opererende diensten te bevorderen, waarvan de algemene dienst voor de terugkeer van krijgsgevangenen (Generalinspektorat für das Heimkehrerwesen) de belangrijkste was. Deze laatste dienst zorgde voor de terugkeer van Oostenrijks-Hongaarse krijgsgevangenen uit wat inmiddels Sovjet-Rusland was. Deze soldaten moesten een voor een gescreend worden om uit te vinden of zij waren geïndoctrineerd met bolsjewistische ideeën.
Een groot probleem was ook de desertie onder militairen. Veel militairen, afkomstig van allerlei nationaliteiten die het rijk telde, doken onder of trokken plunderend rond. Weer anderen (met name Zuid-Slaven en Tsjechen) vochten in de vrijwilligerslegioenen tégen het Oostenrijks-Hongaarse leger. Het grootste probleem voor Stöger-Steiner was evenwel niet de terugkeer van krijgsgevangen uit Sovjet-Rusland, maar de voedselvoorziening aan de militairen aan het front. De vrede met Oekraïne ("broodvrede") in het voorjaar van 1918 bracht voor Oostenrijk en Hongarije enige verlichting. Desondanks bleef de tekortschietende voedselvoorziening in de steden en ook in het leger aan het Italiaanse front een groot probleem.
Stöger-Steiner ondervond bij zijn hervormingsplannen tegenstand van de ministerraad (Ministerat) en de Rijksraad (Reichsrat). Tegenstand was er ook van de Hongaarse politici die trachtten het leger op te delen in tweeën: een Oostenrijks en een Hongaars leger.
In april 1918 werd Stöger-Steiner in de Freiherrenstand opgenomen (Rudolf Freiherr Stöger-Steiner von Steinstätten) en werd hij bevorderd tot kolonel-generaal.
Ook al was Stöger-Steiner er in de loop van 1918 van overtuigd dat de oorlog verloren was, toch bleef hij in functie. Hij had immers trouw gezworen aan de keizer. In september en oktober 1918 braken de Italianen door het Oostenrijks-Hongaarse front heen en rukten verder op. Eind oktober sloten Oostenrijk-Hongarije en de Entente in de villa Giuste, in Italië een wapenstilstand.
Op 30 oktober 1918 reisde Stöger-Steiner per auto naar de laatste zitting van de ministerraad van het keizerrijk. Onderweg werd zijn auto door demonstrerende burgers die de oorlog moe waren, zwaar beschadigd. De ruiten werden ingeslagen en de keizerlijke adelaar werd van zijn pet gerukt. Stöger-Steiner kwam desondanks veilig aan bij de ministerraad. De keizer deed een beroep op Stöger-Steiner om als minister aan te blijven en de demobilisatie te leiden. Kort voor zijn terugtreden uit de staatszaken in november 1918 herhaalde de keizer dit verzoek aan Stöger-Steiner door hem een brief te schrijven. De nieuwe, republikeinse autoriteiten, ontsloegen hem echter op 1 december 1918.
Rudolf Freiherr Stöger-Steiner von Steinstätten trok zich uit het openbare leven terug en overleed op 60-jarige leeftijd, op 12 mei 1921 in Graz.

## Onderscheidingen
Al jaren voor de Eerste Wereldoorlog verkreeg Luitenant Rudolf Stöger-Steiner von Steinstätten al twee ridderorden; de Ve Klasse van de Takowo-Orde van Servië in oktober 1887 en de algemeen als "tweede keus" of "speelgoed" geziene Perzische Orde van de Leeuw en de Zon waarin hij in 1890 Officier werd.
Als veelbelovend majoor kreeg hij op 2 december 1899 het Kruis voor Militaire Verdienste IIIe Klasse. Op 25 september 1906 volgde het Ridderkruis van de Orde van de IJzeren Kroon.
Als commandant van een schietopleiding, de "Armeeschießschule" in Bruck an der Leitha kreeg de inmiddels tot Generaal-Majoor bevorderde Rudolf Stöger-Steiner von Steinstätten hoge Roemeense, Chinese en Turkse orden. Hij werd in april 1910 Commandeur in de Orde van de Ster van Roemenië, in augustus 1911 Grootofficier in diezelfde orde, in oktober 1911 volgde de Tweede Graad van de Tweede Klasse van de Chinese Orde van de Dubbele Draak, in juli 1912 verleende de Oostenrijkse keizer hem het ridderkruis in de Leopoldsorde tegelijk met zijn commando van de IVe Infanteriedivisie in Brünn.
De Sultan van Turkije vereerde hem, inmiddels "Feldmarschall-Leutnant" in juli 1913 met de IIe Klasse van de Osmanje-Orde.
Rudolf Stöger-Steiner von Steinstätten had als succesvol bevelhebber van de 4e infanteriedivisie die op 24 augustus 1914 op zijn initiatief aan de Slag bij Krasnik deelnam recht op een onderscheiding. Met het recht van reclame had hij voor zichzelf het kruis van de Maria-Theresia Orde kunnen opeisen. Daarvan is het niet gekomen omdat hij al kort na de Eerste Wereldoorlog stierf. Het Kapittel van de orde kwam in de eerste jaren na de oorlog nog enige malen bijeen om kandidaten te beoordelen en ridders in de orde op te nemen.
In het mei-offensief van 1915 stak Rudolf Stöger-Steiner von Steinstätten de Wisła over. Hij veroverde Annopol en Josefów. Als dank schonk de Duitse Keizer hem het Pruisische IJzeren Kruis IIe Klasse en verleende Frans Jozef I hem Kruis voor Militaire Verdienste IIe Klasse.
In juli 1915 nam Rudolf Stöger-Steiner von Steinstätten het commando van het 15e Legerkorps aan het Italiaanse front over. Hij werd nu bevorderd tot Generaal der Infanterie en dat bracht het protocollaire recht op grootkruisen bij decoraties met zich. Deelname aan acht van de twaalf veldslagen aan de Isonzo bracht hem op 2 maart 1916 het Grootkruis in de Orde van de IJzeren Kroon. Op 4 juni 1916 werd hij bovendien tot Oostenrijks Staatsraad, ("Geheimer Rat"), een eretitel, benoemd. De centrale regeringen waren enthousiast over Stöger-Steiner werk en verleenden hem in 1917 het IJzeren Kruis Ie Klasse, de exclusieve Turkse Imtiaz-Medaille en de IJzeren Halve Maan. De kleine bondgenoot Lippe schonk het Kruis voor Oorlogsverdienste. Generaal Stöger-Steiner von Steinstätten kreeg in 1917 ook toestemming om zijn voor de oorlog verkregen Oostenrijkse ordetekens alsnog met "de zwaarden" te voorzien.
Zijn inzet in het Ministerie van Oorlog bracht de nieuwbakken minister op 11 en 15 augustus 1917 twee onderscheidingen van zijn dankbare keizer; De Ster van Verdienste van het Oostenrijkse Rode Kruis met Oorlogsdecoratie en de exclusieve medaille "Signum Laudis" in Brons aan het lint van het Kruis voor Militaire Verdienste.
Als "Edler" en "Edle" behoorden Rudolf en Maria Stöger-Steiner von Steinstätten op de laagste rang in de Oostenrijkse adel. Op 28 april 1918 verhief de Keizer zijn minister tot "Freiherr" wat overeenkomt met het Nederlandse en Belgische "Baron". De minister werd op 14 augustus 1918 ook "Oberstinhaber vom Feldjägerbataillon number 9", Ere-kolonel, een honoraire functie.
De Centrale machten decoreerden de Oostenrijkse Minister van Oorlog, ondanks de interne politieke spanningen en de uitzichtloze strijd aan het Westelijk Front en de zware verliezen in Italië en Azië, met een aantal grootkruisen. Daaronder waren de Ie Klasse van de Orde van de Rode Adelaar, het Grootkruis van de Beierse Orde van Militaire Verdienste, het Grootkruis met de Zwaarden en Gouden Ster van de Albrechtsorde van Saksen en het Grootkruis met de Zwaarden van de Kroonorde van Württemberg. In Oostenrijk werd hij opgenomen in de exclusieve adellijke Duitse Orde, een liefdadige katholieke ridderorde waarin hij Ere-Ridder werd.
Daarnaast werd hem het Kruis voor Oorlogsverdienste van Schaumburg-Lippe opgespeld. De Ballije Oostenrijk en Bohemen van de Orde van Malta maakte Rudolf Stöger-Steiner von Steinstätten "Magistral-Großkreuz".

## Militaire carrière
- 1878: Kadet
- 1880: Luitenant
- 1886: Eerste luitenant
- 1890: Kapitein
- 1899: Majoor
- 1903: Kolonel
- 1909: Generaal-majoor
- 1912: Luitenant-generaal
- 1915: Generaal der Infanterie
- 1918: Kolonel-generaal

## Verwijzingen
1. ↑  14-18: De Eerste Wereldoorlog, door: Dr. R.L. Schuursa (1976), deel 5, blz. 1368
2. ↑  idem
3. ↑  14-18: De Eerste Wereldoorlog, door: Dr. R.L. Schuursa (1976), deel 5, blz. 1366
4. ↑  https://web.archive.org/web/20190726084635/http://www.austro-hungarian-army.co.uk/biog/stoeger.htm
5. ↑  https://web.archive.org/web/20050215042815/http://www.geocities.com/veldes1/steiner.html